# Nils Lüning
Nils Gustaf Adolf Lüning, född 3 juni 1905 i Vetlanda, död 17 juli 1975, var en svensk polismästare och kommunalpolitiker (höger).
Lüning blev juris kandidat 1932 och genomförde tingstjänstgöring 1932–34: Han blev amanuens vid Överståthållarämbetet 1935, e.o. assessor där 1943, biträdande stadsfiskal i Stockholm 1941, var polismästare i Malmö 1946–59 och därefter i Stockholm. Han var vice ordförande i Malmö stads hälsovårdsnämnd 1948–59.
Lüning blev ordförande i Svenska stöldskyddsföreningen 1959, vice styrelseordförande i Svenska Diakonanstalten 1963, ordförande i Religionssociologiska institutet 1962, Stockholms luftvärnsförening 1965 och styrelseledamot i Stockholms stads brandstodsbolag 1961.